# 10031 Vladarnolda
A 10031 Vladarnolda (ideiglenes jelöléssel 1981 RB2) a Naprendszer kisbolygóövében található aszteroida. Ljudmila Georgijevna Karacskina fedezte fel 1981. szeptember 7-én.